# صاحبه روحانی
صاحبه روحانی (با نام پیشین صاحبه عربی؛ زادهٔ ۱۳۳۳ در سرخه) دختر خاله و همسر حسن روحانی، هفتمین رئیس‌جمهور ایران است.

## زندگی‌نامه
وی در سال ۱۳۴۷ و در سن ۱۴ سالگی به عقد پسرخالهٔ بیست‌ساله‌اش، حسن روحانی (در آن زمان حسن فریدون) درآمد.
صاحبه روحانی دارای دو پسر و سه دختر است که یکی از پسران وی (محمد روحانی) درگذشته است. یکی از دخترانش در اتریش زندگی می‌کند. وی خانه‌دار است و به فعالیت سیاسی یا اجتماعی چندانی مشغول نیست.